# Nikon D600
La Nikon D600 è una fotocamera reflex (DSLR) prodotta dalla Nikon Corporation, annunciata il 13 settembre 2012. È la prima DSLR Nikon con sensore full-frame per il mercato consumer. Ha un sensore in Formato Nikon FX prodotto da Sony di 24,3 milioni di pixel.
Il corpo è tropicalizzato, la struttura è in alluminio con parti in lega di magnesio, il peso è notevolmente inferiore rispetto alle altre DSLR in formato FX "solo" 760 g (850 g con batteria e memorie).
Include un pop-up flash.
È presente la funzione di ritaglio DX automatico dell'area immagine quando viene innestato un obiettivo DX per il formato APS-C.
La Nikon D600 è dotata di motore autofocus per utilizzare gli obiettivi AF e AF-D, è inoltre dotata di ghiera per accoppiamento ai che garantisce la compatibilità con tutti gli obiettivi ai, ai-s e pre-ai modificati.
È stato riscontrato che, in alcune fotocamere, il sensore tende a sporcarsi a causa di uno sfregamento della scatola dello specchio. Dopo solo un anno dal lancio è stata sostituita dalla D610 di pari caratteristiche ma con un otturatore diverso.